# Manoir de Bourouguel
Le manoir de Bourouguel est un manoir breton du XIVe siècle situé à Plouigneau dans le Finistère en Bretagne.

## Histoire
Le château de Bourouguel est construit au cours du XIVe siècle par la famille de Bourouguel de la maison du Ponthou. Au fil des années et des mariages, le manoir a ensuite appartenu aux familles Le Rouge, de Tromelin, et de Penmarc'h.
Durant les guerres de la Ligue en 1589, alors qu'il appartenait à Anne de Sanzay de la Magnane, les fortifications sont détruites par les Royalistes à la suite d'un siège rapide de la Sainte Union de Morlaix. Le manoir de Bourouguel est reconstruit au même emplacement au début du XVIIe siècle par Anne de Sanzay qui y mourut semble-t-il entre 1620 et 1630,.
En 1688, le Bourouguel est vendu par Vincent de Penmarc'h à Jean de la Porte et appartient désormais à la famille Bahezre de Lanlay, à la suite du mariage en 1779 de Marie-Jeanne Claudine de la Porte de Bourouguel avec Jean-Mathurin le Bahezre.

## Description

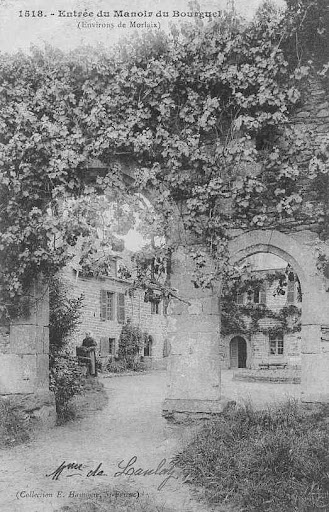
Entrée du Manoir de Bourouguel

Le manoir de Bourouguel fait partie de la commune de Plouigneau dans la région de Morlaix. Il se tient sur les rives du Tromorgant à deux kilomètres au Nord-Est de Plougouven.
Derrière une entrée composée d'une arche double, le corps de logis du manoir actuel est constitué de deux ailes en équerre, avec une tour carrée dans l'angle, qui entourent une cour comportant une vasque sculptée et un puits coiffé d'un pavillon d'ardoise. Les fortifications du bâtiment, déconstruites en 1589, sont encore visibles sur le côté ouest, notamment par la structure en terrasses du terrain.
À une centaine de mètres du manoir se trouve la chapelle Saint Nicolas, bâtie au XVIe siècle et aujourd'hui restaurée mais désaffectée. En plus de la résidence principale, on trouve sur le site deux corps de ferme et un moulin, chacun réhabilité en habitation. Il semble également que le manoir fut autrefois relié à l'église de Plougouven, à deux kilomètres, par un souterrain aujourd'hui rebouché.